# Pierre Ambarach
Pierre Ambarach, de son vrai nom Butrus Mubârak, (connu en Italie comme Pietro Benedetti), né le 15 avril 1663 à Batha (Liban) et décédé le 25 avril 1742 à Rome, était un prêtre jésuite maronite (libanais)  et orientaliste de renom.

## Biographie
Dès son enfance, en 1672, Pierre Ambarach étudie au collège maronite de Rome, dirigé par les jésuites. Il y obtient le doctorat en théologie en 1685. Ordonné prêtre en 1687, pour le patriarcat maronite du Liban, il y sert comme pasteur durant quelques années. Le pays est alors sous domination ottomane.
Le patriarche le renvoie à Rome en 1691 pour y régler un problème juridique concernant son Église. Y réussissant à la satisfaction de tous, Ambarach est invité par le duc de Florence, Cosme III de Médicis, pour y ouvrir une imprimerie orientale et préparer l’édition de manuscrits orientaux des bibliothèques palatine et laurentienne. Tout en même temps il occupe la chaire d’hébreu et enseigne les ‘études bibliques’ à l’université de Pise.
Le 8 janvier 1708 Pierre Ambarach entre dans la Compagnie de Jésus et fait son noviciat à Rome. Le noviciat terminé (1710) il passe à la maison professe de Rome ou il résidera jusqu’à la fin de sa vie. Il y fait sa profession religieuse définitive en 1717. Durant de nombreuses années il donne des conférences théologiques dans l’église du Gesù et est guide spirituel de la communauté.
Ambarach consacre une partie de ses biens à fonder un séminaire maronite (Saint Elias) à Antoura dans les monts Liban. Orientaliste reconnu il est responsable de la commission chargée par le pape Clément XI de mettre au point une édition corrigée de la version dite des ‘Septante’ du texte de la Bible. Parallèlement il travaille à faire connaitre, en éditions latines, des œuvres patrologiques grecques, syriaques et arabes. On lui doit en particulier une édition critique – accompagnée d’une traduction latine et  avec notes et commentaires - des œuvres syriaques de saint Éphrem. Deux volumes sont publiés avant sa mort. Le travail sera achevé et publié (troisième volume) par Étienne-Évode Assemani, qui préfaça l’ouvrage d’une notice biographique de Pierre Ambarach.
Pierre Ambarach meurt à Rome, le 25 avril 1742.

## Œuvres
- Menologium Graecorum jussu Basilii Imperatoris...nunc primum graece et latine prodit (3 vol), Roma, 1727.
- Sancti Patris Nostri Ephraem Syri opera omnia quae exstant (3 vol), Roma, 1737-1743.

## Source
- M. Zanfredini, article "Benedetti, Pietro", dans : Diccionario historico de la Compañia de Jesús, vol. I, Rome : IHSI, 2001, p. 406.